# Stanisław Latour

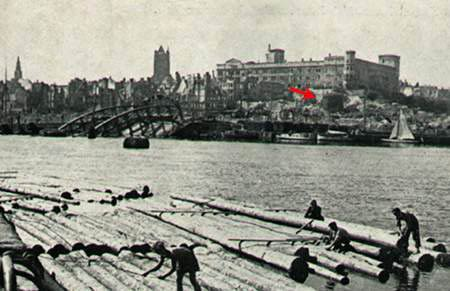
Ruiny Zamku Książąt Pomorskich w Szczecinie w 1948

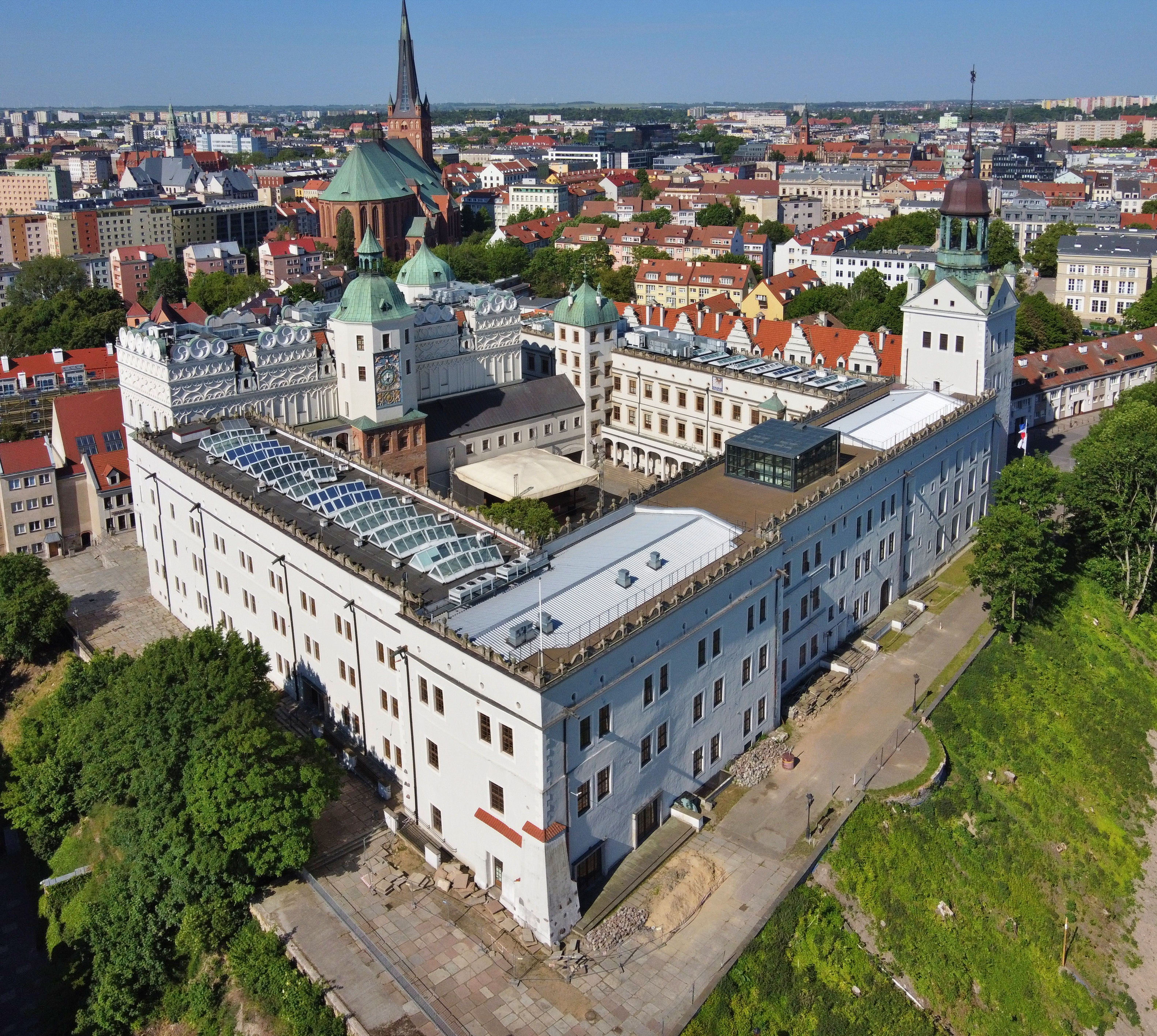
Zamek Książąt Pomorskich po odbudowie wg projektów Stanisława Latoura

Stanisław Latour, wł. Stanisław de Latour (ur. 24 maja 1927 w Warszawie, zm. 20 października 2007 w Szczecinie) – polski architekt i urbanista, pedagog. Związany z Politechniką Szczecińską.

## Życiorys
Stanisław Latour urodził się w Warszawie, w której podczas okupacji uczył się na tajnych kompletach. W 1943 wstąpił do Armii Krajowej. Był żołnierzem pododdziału „Brzezinka”. Pełnił funkcję łącznika w stopniu strzelca w plutonie działającym na terenie Podkowy Leśnej. Brał udział w powstaniu warszawskim. W styczniu 1945 podjął naukę w liceum o profilu matematyczno-fizycznym. Rok później zdał egzamin maturalny. W latach 1945–1949 kontynuował przedwojenną działalność w harcerstwie. Był harcmistrzem Chorągwi Mazowieckiej.
W 1946 został studentem Wydziału Architektury Politechniki Warszawskiej. Doświadczenie zawodowe zdobył jeszcze podczas studiów, pracując w Warszawskim Przemysłowym Zjednoczeniu Budowlanym (1949–1952) kolejno jako technik, kierownik budowy i inspektor techniczny. Po ukończeniu studiów magisterskich w 1952 rozpoczął pracę w Centralnym Zarządzie Muzeów i Ochrony Zabytków w Ministerstwie Kultury i Sztuki w Warszawie. Tam zainteresował się z problemami ochrony i dokumentowania dziedzictwa kulturowego. W latach 1952–1953 pracował na stanowisku inspektora-konserwatora w Centralnym Zarządzie Muzeów i Ochrony Zabytków.
Od 1953 związał się ze Szczecinem. Tu zorganizował pierwszą pracownię projektową przy Państwowym Przedsiębiorstwie Pracownie Konserwacji Zabytków. Był autorem licznych opracowań studialnych i projektowych w zakresie historycznej architektury i urbanistyki Szczecina i Pomorza Zachodniego, a także konserwacji zabytków i zespołów zabytkowych. Po poprzedzonych dogłębnymi, dwuletnimi (1954–1955) studiami projektowo-przestrzennymi oraz projektem wstępnym, w 1958 roku, wraz z zespołem, przystąpił do odbudowy Zamku Książąt Pomorskich. W 1973 uczestniczył w pracach przy odbudowie szczecińskiej katedry. Obie te odbudowy uznawane są za życiowe dzieło architekta. W 2006 opracował obszerny rys dziejów obu tych odbudów. Był autorem 46 prac studialno-projektowych oraz projektów z zakresu architektury i urbanistyki. W latach 1960–1980 był także kierownikiem w Biurze Ochrony Atmosfery w Szczecinie.
Na ponad 30 lat związał się z Politechniką Szczecińską. W 1969 rozpoczął pracę dydaktyczną na nowo powstałym Wydziale Budownictwa i Architektury. W 1970 podjął dwuletnie studia podyplomowe z zakresu konserwacji zabytków na Wydziale Architektury Politechniki Warszawskiej. W 1977 obronił dysertację doktorską na Politechnice Szczecińskiej. Kolejno był docentem kontraktowym (1970–1979), docentem (1979–1990), profesorem (1990–1994) i profesorem zwyczajnym (od 1994). Kierował Zakładem Projektowania Architektonicznego (1973–1975) oraz Zakładem Teorii Architektury, Historii i Konserwacji Zabytków (od 1976). Był prodziekanem Wydziału Budownictwa i Architektury (1973–1978), dyrektorem Instytutu Architektury i Planowania Przestrzennego (1981–1990), prorektorem ds. organizacji Politechniki Szczecińskiej (1990–1993). Wykładał na zajęciach z historii architektury i urbanistyki powszechnej i polskiej, ochrony i konserwacji zabytków, projektowania przeddyplomowego. Prowadził seminaria i prace dyplomowe. Wypromował 7 doktorów i 13 magistrów inżynierów architektów. Opublikował ponad 60 prac naukowych i dydaktycznych z zakresu ochrony i konserwacji zabytków. Prowadził 15 prac naukowo-badawczych w ramach badań własnych oraz centralnie koordynowanych. Organizował międzynarodowe konferencje naukowe.
Należał do licznych organizacji i zespołów naukowych. W 1952 został członkiem Stowarzyszenia Architektów Polskich. W latach 1954–1956 pełnił funkcję prezesa Szczecińskiego Oddziału tej organizacji. Był także przedstawicielem Kolegium Sędziów Konkursowych Oddziału. Od 1978 był członkiem Towarzystwa Urbanistów Polskich, od 1980 wiceprezesem Zarządu Oddziału TUP, w późniejszym okresie został członkiem honorowym TUP. Działał w Stowarzyszeniu Konserwatorów Zabytków, Komitecie Architektury i Urbanistyki PAN, Komisji Kształtowania Przestrzeni Polski Północnej PAN – Oddział Poznań (od 1972), Sekcji Historii Architektury i Konserwacji Zabytków (od 1975), Polskim Komitecie Narodowym ICOMOS, Radzie ds. Konserwatorskich przy ministrze kultury i sztuki, Komisji ds. Sztuki Kościelnej w Archidiecezji szczecińsko-kamieńskiej.

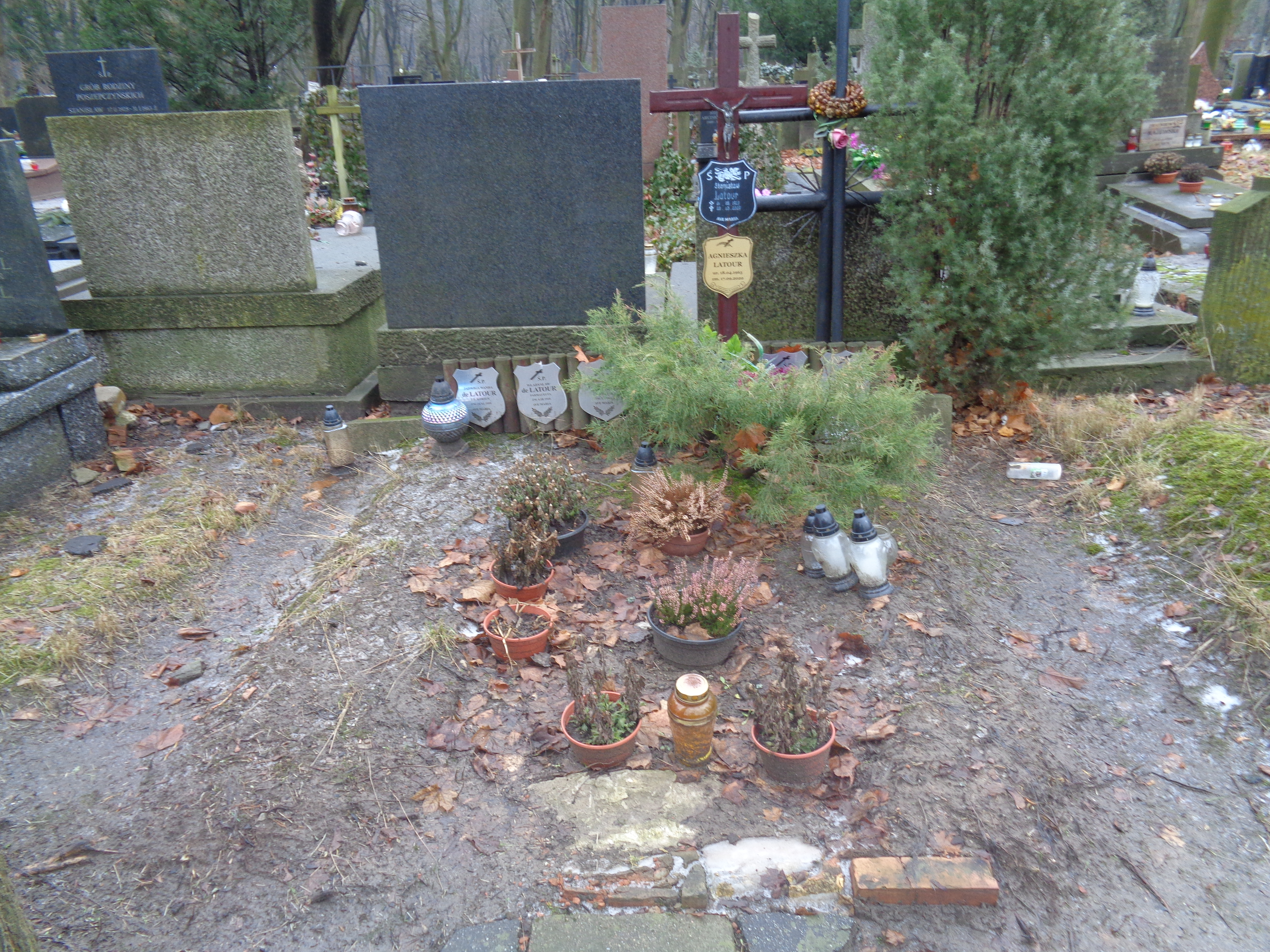
Grób Stanisława Latoura na Cmentarzu Powązkowskim

Zmarł nagle, został pochowany 26 października na Cmentarzu Powązkowskim w Warszawie (kw. 323-6-5/6)

## Projekty konserwatorsko-renowacyjne
- średniowieczna stodoła przy zespole poklasztornym w Kołbaczu
- 1957–1958 – restauracja i projekt wnętrza kościoła Kościół św. Jana Ewangelisty w Szczecinie
- 1958–1970 – odbudowa Zamku Książąt Pomorskich
- 1971–1972 – odbudowa Pałacu Wallensteinów w Żaganiu
- 1972–1973 – odbudowa bazyliki archikatedralnej pw. św. Jakuba w Szczecinie
- wikarówka przy katedrze św. Jakuba w Szczecinie
- odbudowa kościoła Mariackiego w Stargardzie Szczecińskim
- 1974–1975 – odbudowa zespołu zabytkowych kamienic w Trzebiatowie
- 1975–1983 – renowacja i zagospodarowanie przestrzenne zespołu staromiejskiego w Trzebiatowie, Moryniu i w Chojnie

## Projekty autorskie
- 1980–1981 – kościół w Gorzowie Wlkp.

w Szczecinie
- 1981–1982 – Dom Księży Pallotynów przy kościele św. Jana Ewangelisty
- 1982 – kościół parafialny w Przecławiu
- zespół sakralny pw. św. Jana Bosko przy ul. Witkiewicza
- kościół pw. Matki Boskiej Różańcowej przy ul. Lwowskiej
- 1987 – budynek mieszkalno-internatowy przy zespole salezjańskiej szkoły zawodowej przy ul. Ku Słońcu
- budynek Kurii Biskupiej przy ul. Papieża Pawła VI

## Publikacje (wybór)

### Artykuły
- 1972 – Zamek w Szczecinie, „Projekt”
- 1975 – Odbudowa Kościoła św. Jakuba w Szczecinie, „Architektura”
- 1975 – Problematyka konserwatorska zespołu staromiejskiego w Trzebiatowie, „Ochrona Zabytków”
- 1978 – Stare Miasto w Chojnie, „Ochrona Zabytków”

### Monografie i podręczniki
- 1975 – Rewaloryzacja zabytkowych miast na Pomorzu Zachodnim (redakcja materiałów z sesji naukowej w kwietniu 1975) – Wydawnictwo Uczelniane Politechniki Szczecińskiej, Szczecin
- 1975 – Rewaloryzacja zabytkowych miast na Pomorzu Zachodnim. Materiały pokonferencyjne (redakcja) – Wydawnictwo Uczelniane Politechniki Szczecińskiej, Szczecin
- 1976 – Powstanie i rozwój architektury współczesnej
- 1981 – Rewaloryzacja zabytkowych miast na Pomorzu Zachodnim – Państwowe Wydawnictwo Naukowe, Warszawa
- 1981 – Powstanie i rozwój architektury współczesnej, narodziny nowej tradycji. Forma w historycznym rozwoju – studia krytyczne, część 2 (współautor Adam Szymski) – Wydawnictwo Politechniki Szczecińskiej, Szczecin
- 1982 – Projektowanie systemowe w architekturze. Ogólna metodologia i pragmatyka projektowania z zastosowaniem metod matematyczno-logicznych i komputerów (współautor Adam Szymski) – Państwowe Wydawnictwo Naukowe, Warszawa
- 1985 – Rozwój współczesnej myśli architektonicznej (współautor Adam Szymski) – Państwowe Wydawnictwo Naukowe, Warszawa
- 1986 – Zabytki urbanistyki i architektury (współautor)
- 1990 – Modelowe przykłady rewaloryzacji wybranych zespołów zabytkowych na Pomorzu Zachodnim (współautorzy: Jolanta Barańska, Lucjan Lipiński) – Wydawnictwo Uczelniane Politechniki Szczecińskiej, Szczecin
- 1992 – Materiały sesji naukowej z okazji 45-lecia Wydziału Budownictwa i Architektury, Wydawnictwo Uczelniane Politechniki Szczecińskiej, Szczecin
- 1997 – Ratusz w miastach północnej Europy (materiały z sesji Ratusz w miastach nadbałtyckich) – Marpress

## Odznaczenia
Stanisław Latuor otrzymał wiele odznaczeń wojewódzkich i resortowych za  ochronę zabytków, prace naukowe i dydaktyczne oraz wybitne osiągnięcia projektowe, m.in.:
- 1967 – Złota Odznaka „Za opiekę nad zabytkami”
- 1969 – Złota Odznaka Honorowa Gryfa Pomorskiego
- 1971 – Złoty Krzyż Zasługi
- 1984 – Krzyż Kawalerski OOP
- 1991 – Medal Komisji Edukacji Narodowej

Otrzymał też odznaczenia wojenne:
- 1990 – Krzyż Armii Krajowej
- 1982 – Krzyż Partyzancki

## Nagrody i wyróżnienia
- 1969 – nagroda „Za wybitne osiągnięcia w projektowaniu”
- 1970 – nagroda „Za wybitne osiągnięcia w rozwoju kultury na Ziemi Szczecińskiej”
- 1976 – nagroda Ministra Nauki, Szkolnictwa Wyższego i Techniki
- 1978 – nagroda Ministra Nauki, Szkolnictwa Wyższego i Techniki
- 1982 – nagroda Ministra Nauki, Szkolnictwa Wyższego i Techniki
- Nagroda Wojewódzka za wybitne osiągnięcia w dziedzinie upowszechniania kultury
- nagroda Ministra Kultury i Sztuki
- nagroda Rektora Politechniki Szczecińskiej

## Wspomnienia
Wspominając Stanisława Latoura arch. Zbigniew Paszkowski napisał:

Wielki autorytet kilku pokoleń szczecińskich architektów, pasjonat, człowiek niezwykle skromny, życzliwy i uczynny. Działał rozdając siebie, promując innych.

We wspomnieniach współpracowników i studentów pozostał nie tylko jako aktywny i twórczy architekt lecz  po prostu skromny i życzliwy człowiek.